# Przesmyk suwalski

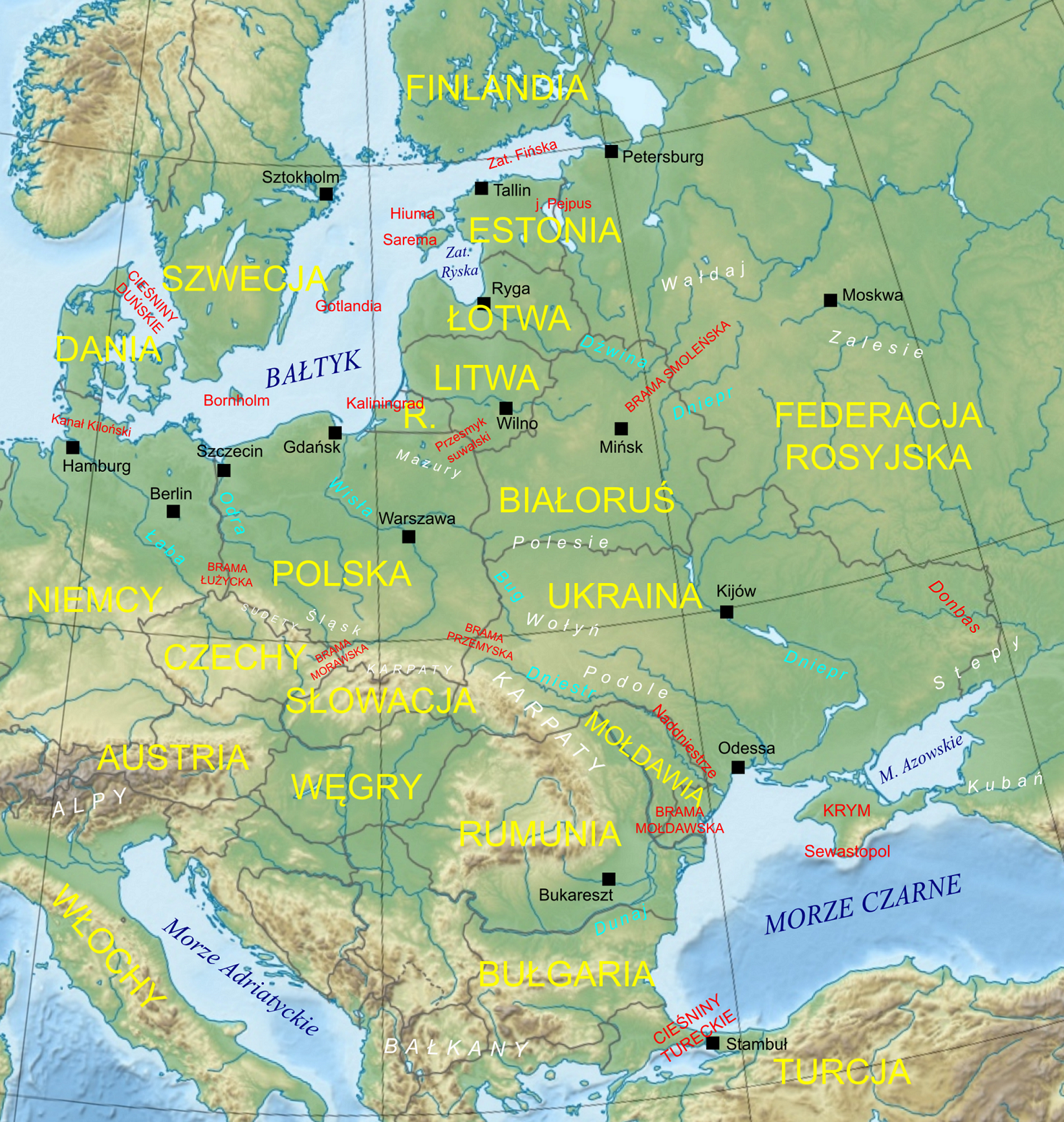
Geostrategiczna mapa Europy Środkowej. Na czerwono zaznaczone miejsca o znaczeniu strategicznym

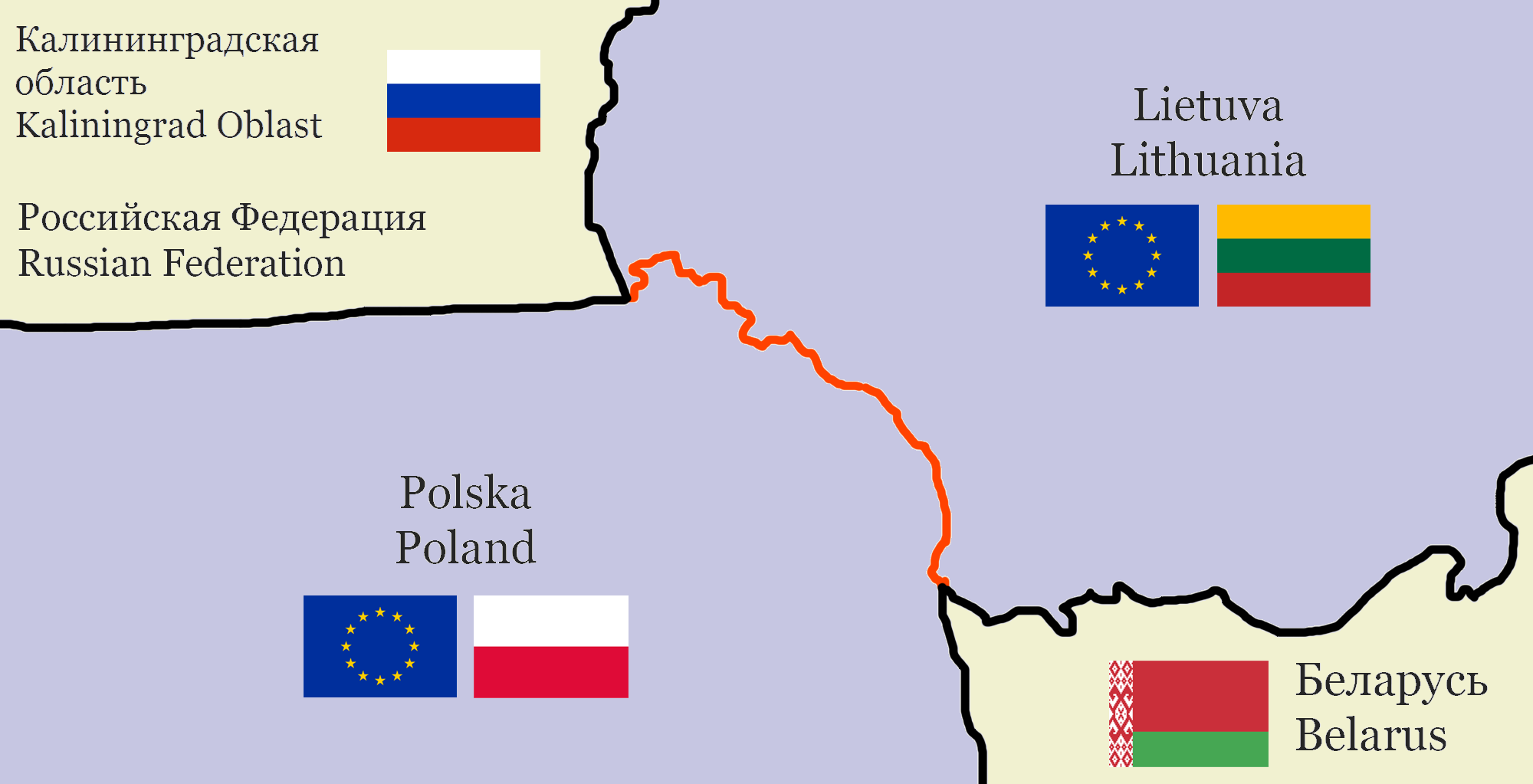
Pogranicze Białorusi, Litwy, Polski i Rosji

Przesmyk suwalski (ang. Suwałki Gap) – pojęcie obecne w nazewnictwie NATO, oznaczające terytorium Polski zlokalizowane wokół Suwałk, Augustowa i Sejn, stanowiące jednocześnie połączenie krajów bałtyckich z Polską i resztą państw NATO oraz rozdzielające obwód królewiecki w Rosji oraz Białoruś, będącą sojusznikiem Rosji.

## Historia
Polska i Litwa uzyskały niepodległość po I wojnie światowej i rozpoczęły walkę, aby przejąć kontrolę nad jak największym obszarem, jaki udało im się utrzymać militarnie. Podczas gdy Litwa rościła sobie prawa do zamieszkanych w większości przez Polaków Suwałk i Wilna, nie udało jej się ich przejąć. Suwałki zostały uzgodnione jako część Polski w wyniku umowy suwalskiej, podczas gdy Wilno zostało zdobyte przez Polskę w ramach operacji typu false flag znanej jako bunt Żeligowskiego. W okresie międzywojennym Suwalszczyzna była większym obszarem graniczącym z Litwą i Prusami Wschodnimi i miała niewielkie znaczenie strategiczne.
Po II wojnie światowej okolice Królewca, przemianowanego po wojnie na Kaliningrad, zostały włączone jako część Związku Radzieckiego. Litwa stała się republiką związkową w ZSRR, podczas gdy Polska znalazła się pod sowiecką strefą wpływów i przystąpiła do układu Warszawskiego. Aż do rozpadu Związku Radzieckiego jedynym wschodnim i północnym sąsiadem Polski był ZSRR, więc podobnie jak w okresie międzywojennym region ten nie miał większego znaczenia pod względem militarnym.
Po 1991 roku obwód kaliningradzki stał się eksklawą Rosji, wciśniętą między Polskę i Litwę, które sąsiadują z Białorusią. Jednocześnie Polska i Litwa dołączyły do Unii Europejskiej i NATO, zaś Rosja i Białoruś są członkami Organizacji Układu o Bezpieczeństwie Zbiorowym i tworzą Państwo Związkowe Rosji i Białorusi.

## Znaczenie strategiczne
Według United States Army region należy do potencjalnie najbardziej zapalnych punktów Europy. Informację potwierdził podczas konferencji #CEPAForum2015 Głównodowodzący US Army Europe generał Frederick Benjamin Hodges. Przedstawiciele USA wskazują na niedostatki infrastrukturalne i organizacyjne, które uniemożliwiają państwom NATO dość szybkie reagowanie w razie zagrożenia tego obszaru i przytaczają informacje wywiadowcze, wskazujące, że Rosjanie i Białorusini wykazują zainteresowanie tym obszarem w razie eskalacji potencjalnego konfliktu z państwami NATO. Prezydent Estonii Toomas Hendrik Ilves, autor pojęcia „wyłom suwalski” (Suwalki Gap) z 2015 r., porównał rejon suwalski do przesmyku Fulda podczas zimnej wojny.
Znaczenie przesmyku zostało dostrzeżone po agresji Rosji na Ukrainę. Izolowanie Rosji na arenie międzynarodowej oraz jej skłonność do stosowania rozwiązań siłowych uświadomiła analitykom, że w razie konfliktu Rosji z NATO siły rosyjskie mogą podjąć próbę jednoczesnego ataku z terenu obwodu królewieckiego i Białorusi. W kwietniu 2022 r. dowódca armii litewskiej, generał porucznik Valdemaras Rupšys, ujawnił mediom, że Polska i Litwa przygotowały plan obrony przesmyku. Temat zajęcia przesmyku jest również poruszany przez rosyjskich propagandystów, którzy wskazują go jako strategicznie miejsce pozwalające na nawiązanie lądowej drogi z obwodem królewieckim oraz atak zarówno na Polskę jak i kraje nadbałtyckie. 
Przesmyk suwalski jest niekiedy określany jako „korytarz suwalski”.